# Arcàties
Arcàties (en llatí Arcathias, en grec antic Ἀρκαθίας) era un fill de Mitridates VI Eupator que juntament amb els generals Neoptòlem i Arquelau i deu mil cavallers va anar a l'Armènia Menor al començament de la guerra amb Roma l'any 88 aC.
Va participar en la batalla del riu Amneius o Amnias (avui Gökırmak) a Paflagònia on el rei de Bitínia, Nicomedes IV Filopàtor, en va sortir derrotat. Dos anys després, el 86 aC, al front d'un exèrcit, va envair Macedònia i va dominar el país, i llavors va marxar contra Sul·la però va morir pel camí a Tidaeum (potser Potidea), segons Apià.